# Misgurnus mizolepis
Misgurnus mizolepis är en fiskart som beskrevs av Günther, 1888. Misgurnus mizolepis ingår i släktet Misgurnus och familjen nissögefiskar. Inga underarter finns listade i Catalogue of Life.